# نادي إكسكيورسيونيستاس
نادي إكسكيورسيونيستاس هو نادي كرة قدم أرجنتيني أٌسس عام 1910. يلعب النادي في Primera C Metropolitana ‏.